# Radom (telecomunicacions)

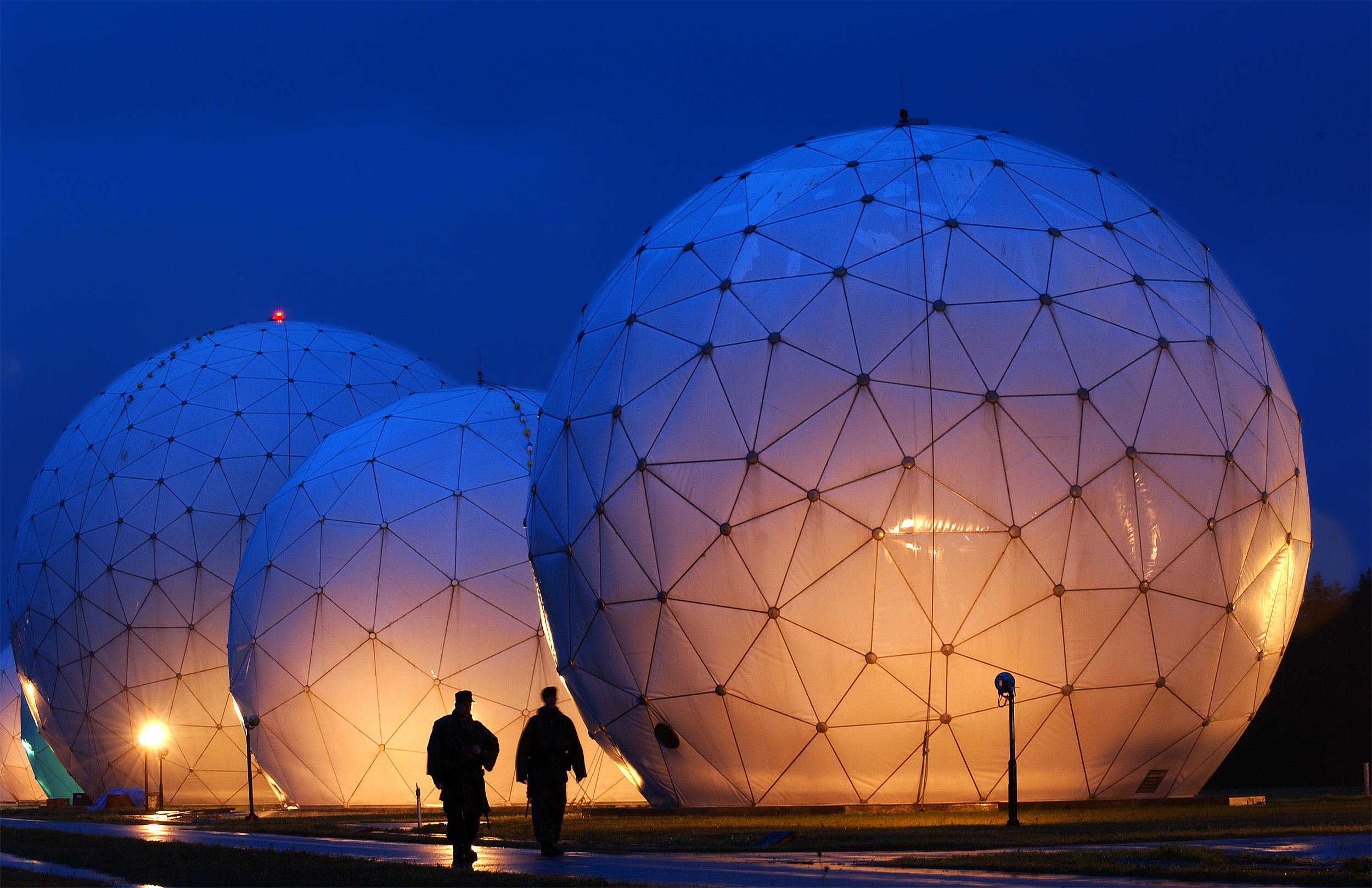
Radoms en el Centre d'operacions navals de Misawa, Japó.

Un radom és, en enginyeria de telecomunicacions, el recobriment d'una antena, i s'utilitza per protegir-la de les inclemències meteorològiques (pluja, vent, calamarsa, neu...), sense que les seves propietats electromagnètiques es vegin afectades i l'antena continuï sent transparent a les ones de ràdio. Es troba, per exemple, en radars muntats a l'exterior, ja sia en avions o en equip estàtic.